# Casa Loma (Montréal)
La Casa Loma a été un cabaret montréalais des années 1950 et 1960. Il était situé au 94  rue Sainte-Catherine Est à Montréal, près du boulevard Saint-Laurent surnommée la Main.

## Historique
Devenu maître de cérémonie officiel de la Casa Loma en 1954, Jen Roger s'assurera d'y présenter « le talent local ». En mars 1957, c'est Paolo Noël qui lui succédera, car Roger fonde sa propre boîte.
Alys Robi y fit de nombreuses présences au milieu des années 1950, ce qui relança sa carrière.  Jean Simon y présentera son concours « Les Découvertes de Jean Simon » pendant plusieurs années. Il y découvrit Ginette Reno, qui plus tard, fit plusieurs spectacles au Casa Loma.
À la fin des années 1950, ce cabaret a accueilli entre autres les Jérolas au début de leur carrière. Ce duo d'artistes composait des chansons humoristiques, des ballades et faisait d'excellentes imitations. Les deux artistes qui formaient ce duo étaient Jérôme Lemay et Jean Lapointe. Le duo comique Ti-Gus et Ti-Mousse, composé de Réal Béland et Denyse Émond, a également fait courir les foules à cet établissement. Claire Deval fut pendant quelques saisons la maîtresse de cérémonie en plus de chanter sous la direction de l'orchestre de Marcel Doré.
À la fin des années 1950, s'ouvrent la boîte et le restaurant Chez Isidore (pour Isidore Soucy de la famille Soucy), au-dessus du Casa Loma. Quelques années plus tard (au milieu des années 1960), le Casa Loma supportera à ce même 2e étage, une boîte nommée le Jazz Hot qui accueille les plus grandes vedettes du jazz. Entre autres, Gerry Mulligan y jouera en 1963 ; Miles Davis, Duke Ellington et John Coltrane en 1964.
Le Casa Loma, bien que mixte, était un lieu de rassemblement pour les lesbiennes de Montréal dans les années 1950,.

## Fermeture
Le déclin du cabaret coïncide avec la venue de la télévision, l’ouverture de la Place des Arts et l'intérêt du public pour de nouvelles formes d'art. Des assassinats liés au crime organisé en 1971 entachent la réputation du Casa Loma et scellera sa voie vers sa fermeture définitive.

## Enregistrements faits au Casa Loma
- Jacques Desrosiers au Casa Loma, (en spectacle au cabaret Casa Loma de Montréal le 17 novembre 1960). Apex ALF 1529
- Ginette Reno en spectacle au Casa Loma, 1966 ; Apex ALF-1595.
- Une Soirée au Casa Loma avec Ti-Gus et Ti-Mousse, Columbia, FL 273, année de production 1967
- Duke Ellington: Montreal 1964, DVD (2006), tiré d'un enregistrement fait le 20 avril 1964 par Radio-Canada  at Le Jazz Hot Room in Montreal's famed Casa Loma Club[7].